# Grigore Gafencu
Grigore Gafencu, född 30 januari 1892 i Bukarest, död 30 januari 1957 i Paris, var en rumänsk politiker och diplomat.
Grigore Gafencu invaldes 1928 i rumänska deputeradekammaren som medlem av bondepartiet, var utrikesminister 1938–1940 och sändebud i Moskva 1940–1941. Vid ryskrumänska krigets utbrott återvände Gafencu ej till Rumänien utan slog sig ned i Genève. Härifrån utgav han två politiska arbeten, Préliminaires de la guerre à l'est (1944) och Derniers jours de l’Europe (1946), det förstnämnda en kritisk analys av det tysk-ryska krigets förhistoria, det sistnämnda en skildring av en diplomatisk rundresa, som Gafencu företog 1939 varunder han sammanträffade bland annat med Józef Beck, Adolf Hitler, Leopold III av Belgien, Neville Chamberlain, Édouard Daladier och Benito Mussolini. I sina skrifter gav Gafencu en mängd tidigare okänd information om andra världskrigets förhistoria, som verkar ha kommit från franskt håll.